# مسيحية إيجابية
مسيحية إيجابية (بالألمانية: Positives Christentum) كانت حركة دينية في ألمانيا النازية مزجت أفكار النقاء العرقي للألمان والعقيدة النازية بعناصر المسيحية النيقية. تضمّن هتلر استعمال التعبير في المقالة من رصيف حزب النازي في سنة 1920، ذكر "يمثّل الحزب وجهة نظر المسيحية الإيجابية"، وقد قال هانز كيرل وزير الشؤون الكنسية عن هذه الحركة : بأن هذه الحركة غير طائفية وتهدف إلى تغيير إيمان المسيحيين الألمان إلى عدم إيمانهم بالحواريين وبكون المسيح ابن الله و من العرق الآري وليس السامي ويجب أن يكون إيمان المسيحيين الألمان متماشياً مع المعتقدات النازية في مسألة معاداة السامية. أدت هذه الحركة إلى معارضة العديد من رجال الدين مسيحيين في ألمانيا ضد أدولف هتلر وألذي إنتهى بإعدام العديد منهم، وقد قال المؤرخ البريطاني إيان كيرشو بأن هتلر أسس هذه الحركة لكي يماشي المسيحية مع معتقداته بتفوق الجنس الآري، انتهت هذه الحركة بعد سقوط ألمانيا النازية في سنة 1945.

علم استخدمه المسيحيون الألمان، جماعة مسيحية إيجابية من الحراك البروتستانتي الألماني